# Tufita

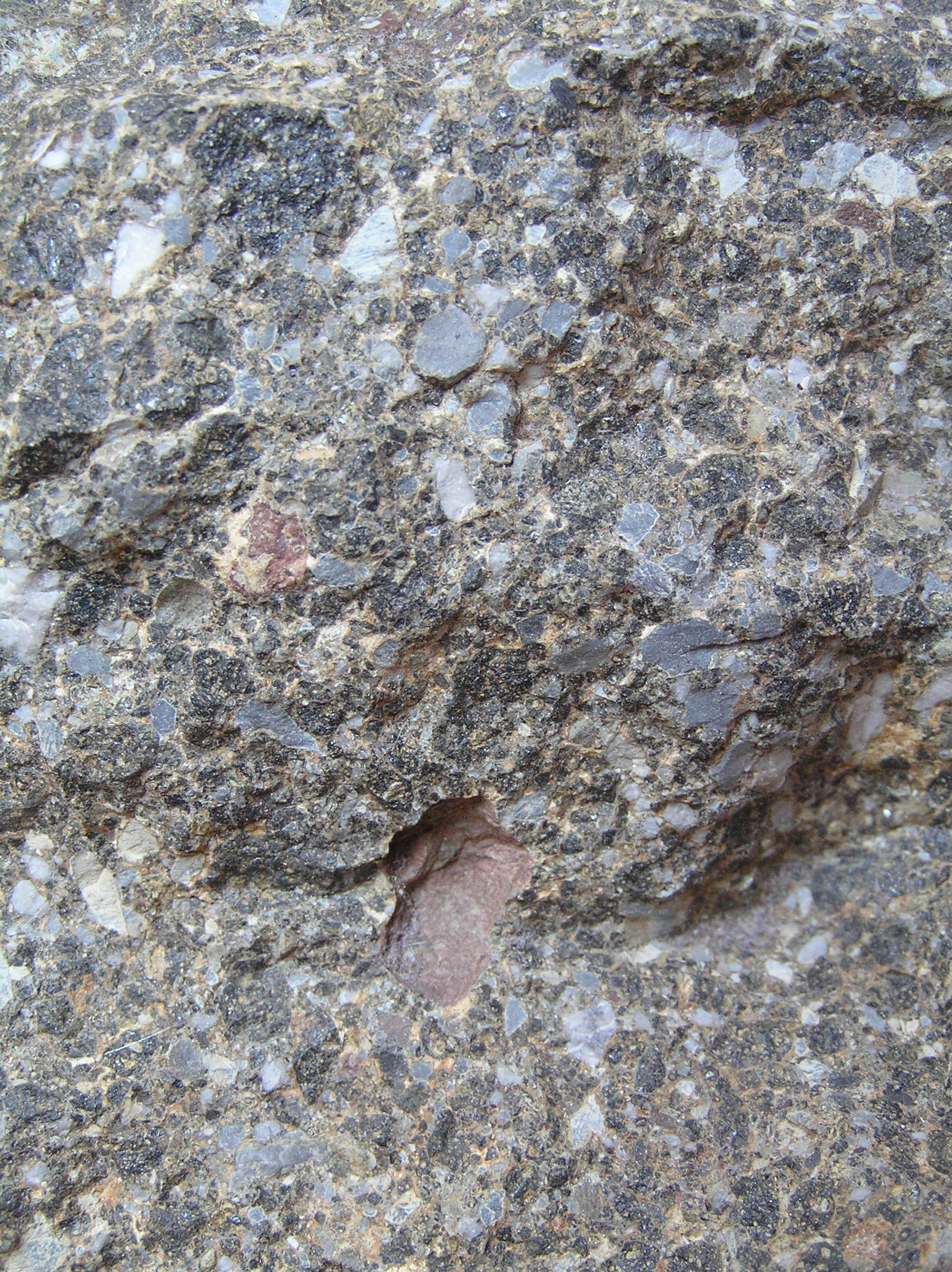
Tufita procedente de Hohenbol, (Alemania)

La tufita, también llamada roca piroclástico-epiclástica, es una roca de carácter mixto que está formado por fragmentos de origen piroclástico y otros de origen epiclástico, cada uno de ellos representan entre el 25 y el 75 % del volumen total de la roca.

## Epiclástico versus piroclástico
- Las rocas epiclásticas (terrígenas): están formadas por desintegración mecánica de rocas preexistentes. Ejemplo de rocas epiclásticas son: areniscas y pelitas.
- Las rocas  piroclásticas se originan por clastos procedentes de actividad volcánica.

La tufita es una roca mixta que contiene tanto elementos epiclásticos como piroclásticos.